# Nancy Díaz
Nancy Díaz (14 de marzo de 1973) es una jugadora de fútbol internacional que juega como defensora. Es miembro de la selección argentina femenina. Integró el equipo de la Copa Mundial Femenina de Fútbol de 2003 FIFA. Jugó en Boca Juniors .